# Кайзершлёйзе

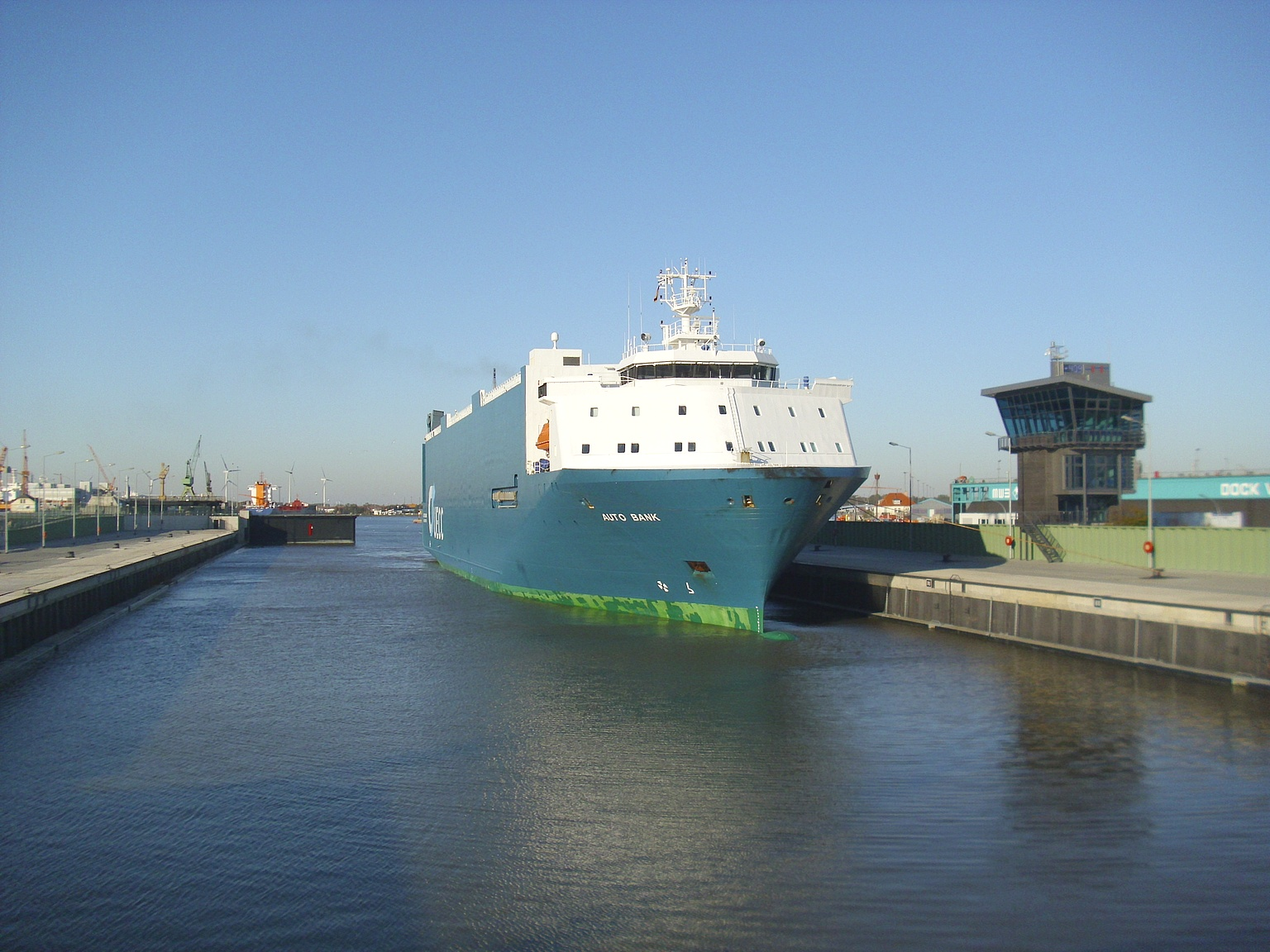
Судно-автовоз в Кайзершлёйзе

Кайзершлёйзе — судоходный шлюз в Бремерхафене на территории Бременхафенского океанского порта. Кайзершлёйзе соединяет реку Везер с районом доков, где расположены две судостроительные верфи, в порту Бремерхафен.
Получивший название «Кайзершлёйзе» шлюз был построен в 1892—1896 годах. Ввод в эксплуатацию состоялся 23 августа 1897 года, а официальное освящение 20 сентября 1897 года.
Своими размерами 223,2 м х 28 м он намного опережал подобные сооружения по всему свету. Стоимость строительства составила 18,5 млн марок. В ходе реконструкции 2007—2011 годов длина была увеличена до 305 м, а ширина до 55 м, что позволяет пропускать суда типа Панамакс. 29 апреля 2011 года шлюз Кайзершлёйзе снова открылся для прохода судов.